# Siemion Połtawski
Siemion Władimirowicz Połtawski (ros. Семëн Владимирович Полтавский; ur. 8 lutego 1981 w Odessie, Ukraina) – rosyjski siatkarz, reprezentant Rosji, grający na pozycji atakującego. W 2008 roku w Pekinie zdobył brązowy medal olimpijski.
Został odznaczony tytułem Zasłużonego Mistrza Sportu, a także Orderem Zasług dla Ojczyzny II klasy w 2009 r.

## Sukcesy klubowe
Mistrzostwo Rosji:
- 2006, 2008
- 2004, 2005, 2007
- 2010

Puchar Rosji:
- 2006, 2008

Liga Mistrzów:
- 2010
- 2007

Superpuchar Rosji:
- 2008, 2009

## Sukcesy reprezentacyjne
Mistrzostwa Europy Kadetów:
- 1999

Mistrzostwa Świata Kadetów:
- 1999

Mistrzostwa Świata Juniorów:
- 1999
- 2001

Mistrzostwa Europy Juniorów:
- 2000

Liga Światowa:
- 2002, 2011
- 2007, 2010
- 2006, 2008, 2009

Mistrzostwa Europy:
- 2005, 2007
- 2003

Liga Europejska:
- 2005
- 2004

Puchar Świata:
- 2007

Igrzyska Olimpijskie:
- 2008

## Nagrody indywidualne
- 1999: Najlepszy atakujący i zagrywający Mistrzostw Świata Kadetów
- 2001: Najlepszy atakujący i zagrywający Mistrzostw Świata Juniorów
- 2007: Najlepszy zagrywający i punktujący Ligi Światowej
- 2007: MVP i najlepszy zagrywający Mistrzostw Europy
- 2007: Najlepszy zagrywający Pucharu Świata

## Odznaczenia, wyróżnienia
- Odznaczony tytułem Zasłużonego Mistrza Sportu.
- Order Zasług dla Ojczyzny II klasy w 2009 roku
- Laureat nagrody im. A.Kuzniecowa rosyjskiej Superligi w sezonie 2010/2011